# De Tomaso

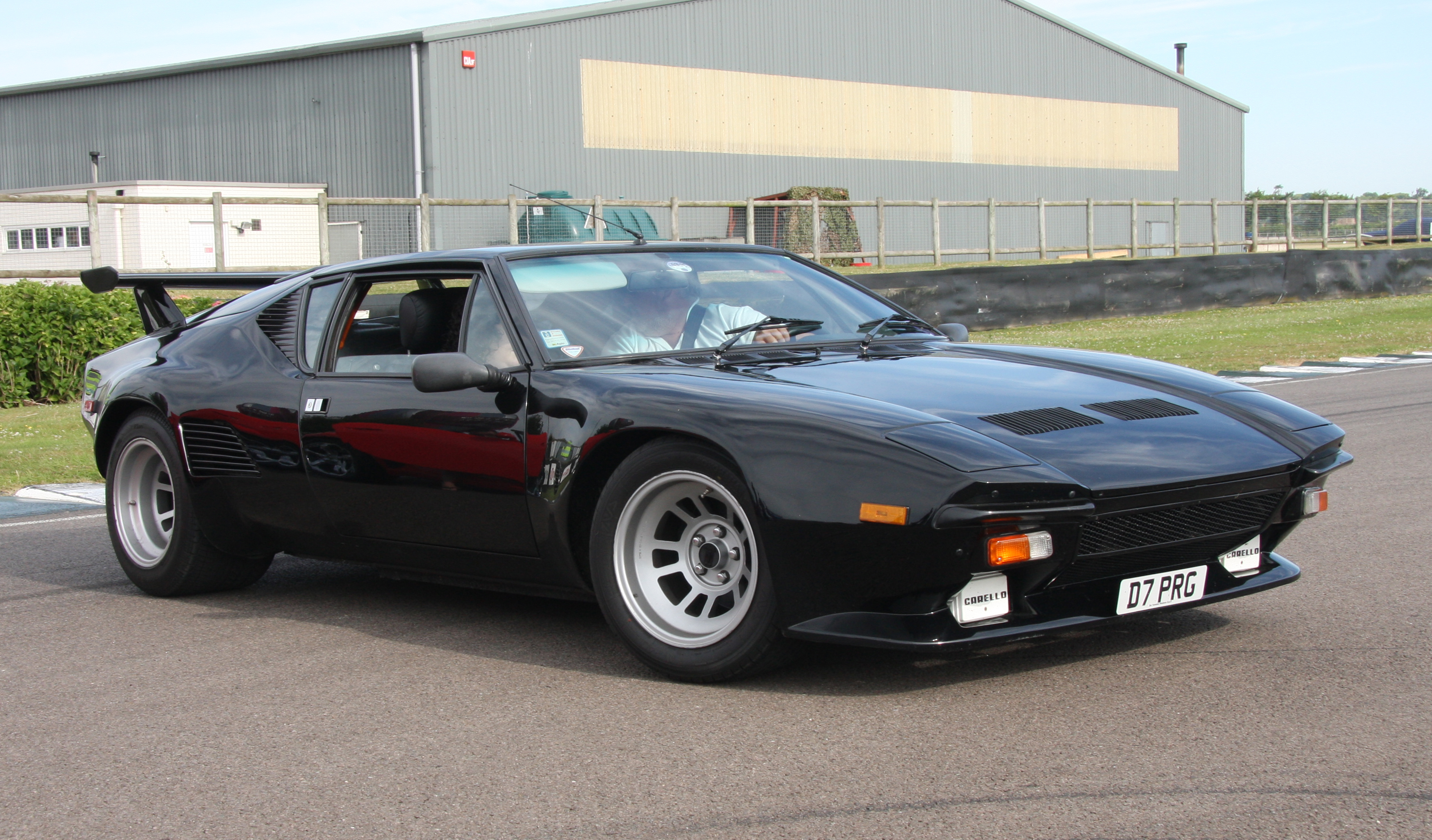
De Tomaso Pantera.

De Tomaso var en italiensk sportbilstillverkare med argentinska rötter, grundad 1959 av Alejandro de Tomaso. Dess mest kända modell är Pantera. Förutom sportbilar tillverkade man även lyxbilar, såsom De Tomaso Deauville.

## Historia

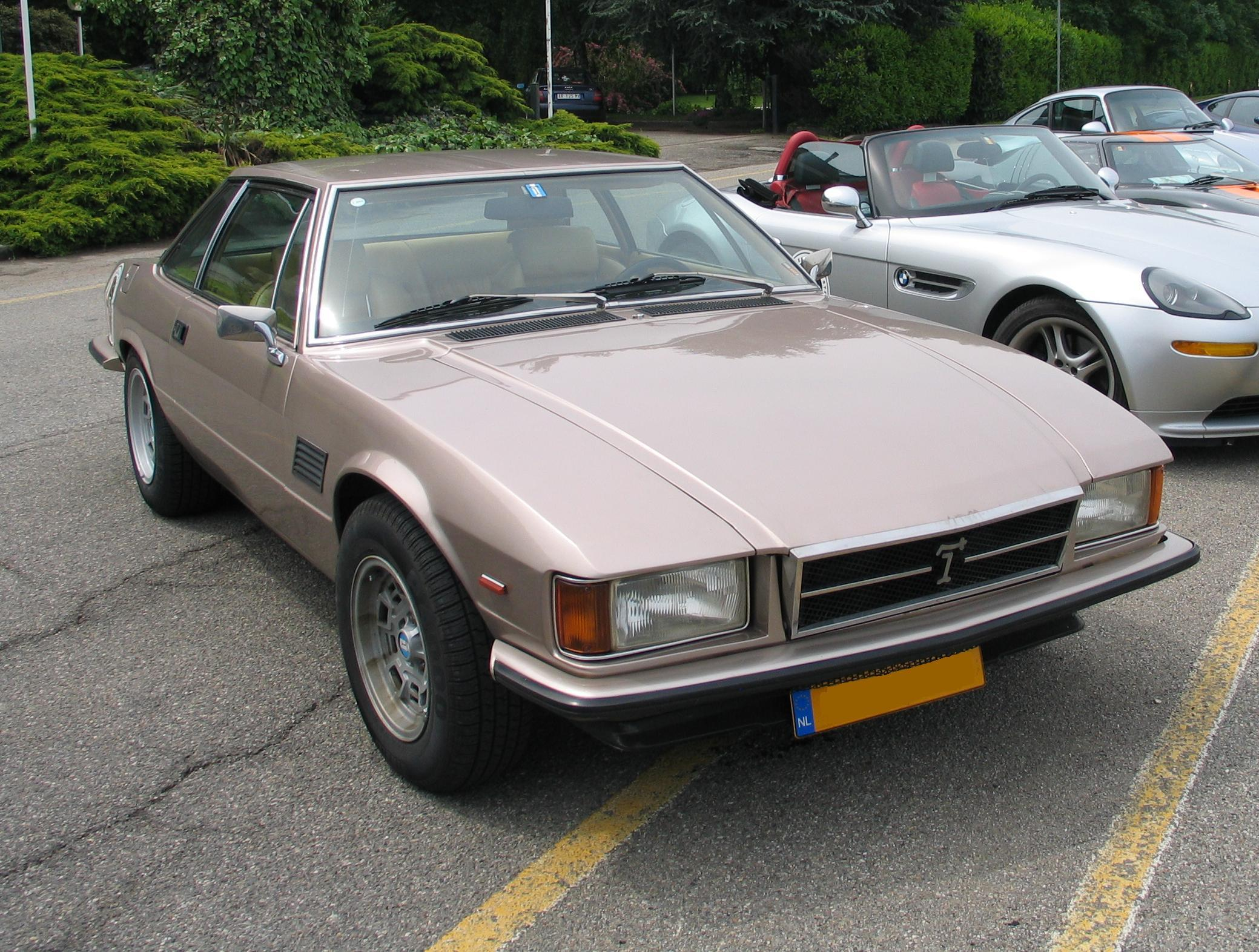
De Tomaso Longchamp.

De Tomaso grundade 1959 som De Tomaso Automobili i Modena för att bygga tävlingsbilar. Företaget drev ett eget formel 1-stall i början av 1960-talet. Senare byggdes sportbilar med mittmotor som De Tomaso Pantera och lyxbilar som De Tomaso Deauville. Pantera som formgavs av Tom Tjaarda på Ghia ersatte De Tomaso Mangusta och presenterades 1970. 
Under sextio- och sjuttiotalet byggde de Tomaso upp en företagsgrupp, bestående av karosstillverkarna Ghia (1967–1970) och det av Ghia sedan 1969 ägda Vignale, motorcykeltillverkaren Moto Guzzi (1973), samt med finansiering av statliga Società per le Gestioni e Partecipazioni Industriali biltillverkarna Innocenti och Maserati. Med åren såldes dessa av och när de Tomaso drog sig tillbaka 1993, efter att ha drabbats av en stroke, återstod endast företaget som bar hans eget namn.
Maserati såldes till Alejandro de Tomaso och det italienska statsföretaget Gestione Partecipazioni Industriali (Gepi) 1975. Maseratis första nya bil efter övertagandet, Maserati Kyalami, grundade sig på De Tomaso Longchamp.
De Tomasos sista modell var De Tomaso Guarà, som ersatte Pantera 1993 och tillverkades till 2004. Kring millennieskiftet samarbetade Alejandro de Tomaso med amerikanen Bruce Qvale på en ny bilmodell, Biguà, senare omdöpt Mangusta efter en tidigare De Tomaso-modell. Samarbetet mellan De Tomaso och Qvale upphörde dock och Qvale tog över modellen då De Tomaso inte ville låta bilen bära hans namn. Bilen bytte således namn, efter att de första exemplaren redan hade levererats, till Qvale Mangusta.

## Modeller
- Vallelunga
- Mangusta
- Pantera
- Deauville
- Longchamp
- Guarà
- Biguà

## Formel 1

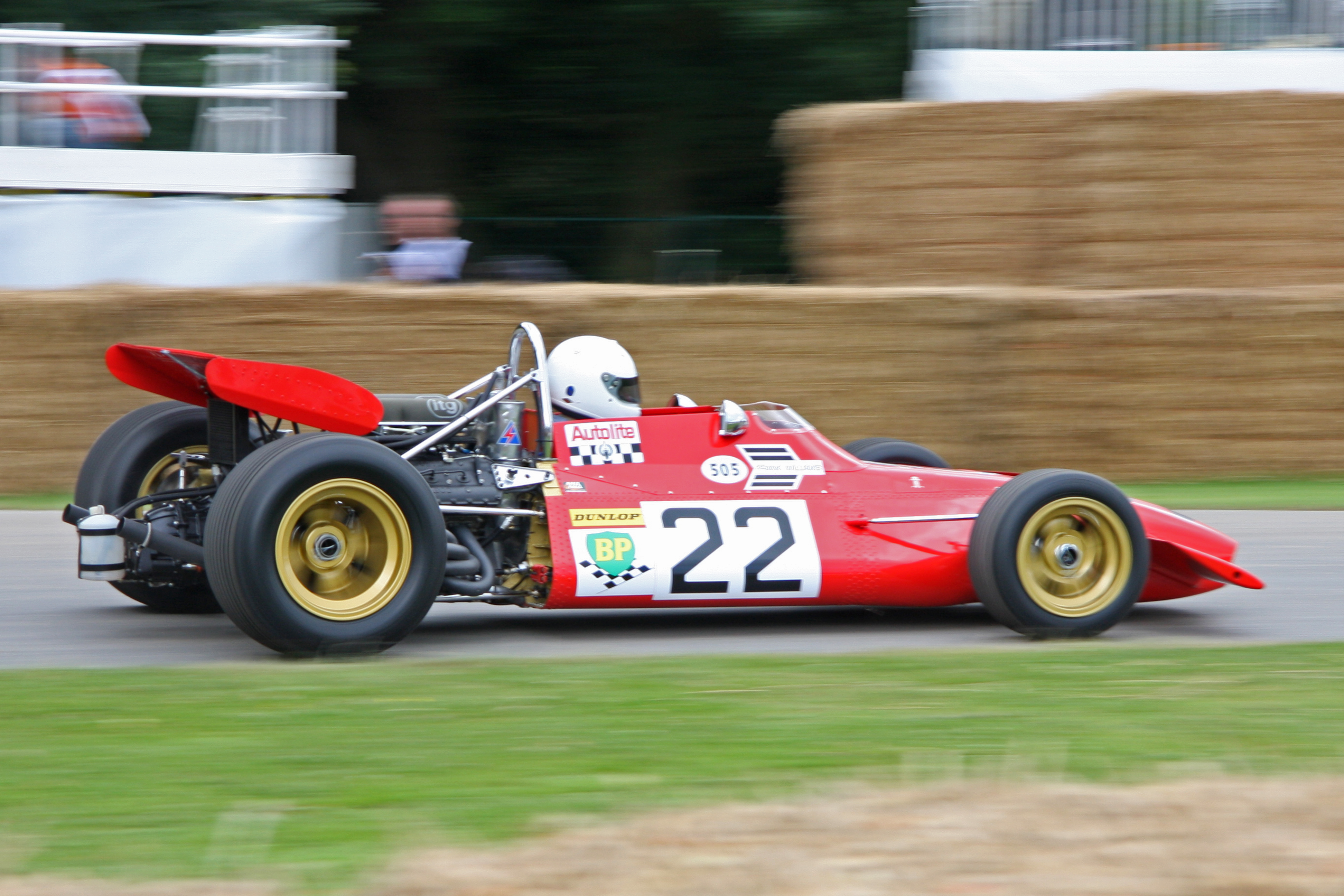
De Tomaso Tipo 505 Ford Cosworth 3.0 V8 från.

De Tomaso tävlade i formel 1 med stallet Scuderia de Tomaso i Italien 1961 och i Italien 1962. Man levererade också formel 1-bilar till Scuderia Serenissima 1961, Scuderia Settecolli 1961, 1962 och 1963 samt till Williams 1970.

### F1-säsonger
| Säsong | Tävlingsnamn       | Bil           | Motor             | Poäng | Förare 1           |
| ------ | ------------------ | ------------- | ----------------- | ----- | ------------------ |
| 1961   | Isobele de Tomaso  | De Tomaso F1  | Alfa Romeo 1.5 L4 | 0     | Roberto Bussinello |
| 1962   | Scuderia de Tomaso | De Tomaso 801 | De Tomaso 1.5 B8  | 0     | Nasif Estéfano     |

### Andra stall
| Stall                      | Säsong | Konstruktör        | Antal lopp |
| -------------------------- | ------ | ------------------ | ---------- |
| Scuderia Settecolli        | 1961   | De Tomaso-O.S.C.A. | 1          |
| Scuderia Settecolli        | 1962   | De Tomaso-O.S.C.A. | 1          |
| Scuderia Settecolli        | 1963   | De Tomaso-Ferrari  | 1          |
| Scuderia Serenissima       | 1961   | De Tomaso-O.S.C.A. | 2          |
| Frank Williams Racing Cars | 1970   | De Tomaso-Cosworth | 11         |